# Вилла-ди-Бриано

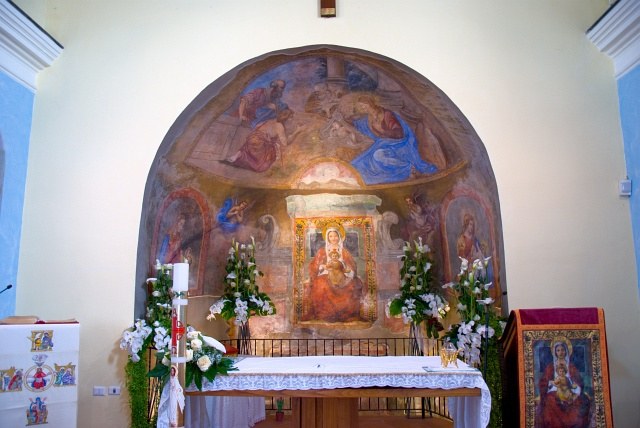
В санктуарии Пресвятой Богородицы Madonna di Briano

Вилла-ди-Бриано (итал. Villa di Briano) — коммуна в Италии, располагается в регионе Кампания, в провинции Казерта.
Население составляет 5664 человека, плотность населения составляет 708 чел./км². Занимает площадь 8 км². Почтовый индекс — 81030. Телефонный код — 081.
В коммуне 15 августа особо празднуется Успение Пресвятой Богородицы.